# یونگویچه
یونگویچه (به لهستانی:  Juniewicze) یک روستا در لهستان است که در گمینا خوشلو واقع شده‌است.